# Universidad del Bósforo
La Universidad del Bósforo (en turco: Boğaziçi Üniversitesi) es una de las universidades más reconocidas de Turquía, localizada en el lado europeo del estrecho del Bósforo en Estambul. Cuenta con cuatro facultades y dos escuelas que ofrecen programas de pregrado y seis institutos para programas de posgrado. La lengua de enseñanza es el inglés. Según el World University Rankings 2018, es la cuarta universidad turca
Fundada en 1863 con el nombre de Robert College, es una de las primeras instituciones americanas fundada fuera de los Estados Unidos. Bajo el sistema administrativo turco actual conserva fuertes lazos con el sistema académico americano.
Cuenta con siete campus principales (Sur, Norte, Hisar, Uçaksavar, Kilyos-Sarıtepe, Kandilli y Anadolu Hisarı) con un área total de 1.680.042 m².

## Alumnos destacados
- Gülse Birsel – autora, libretista, actriz y periodista
- Nuri Bilge Ceylan – Director de cine
- Tansu Çiller – Ex primera ministra
- Ahmet Davutoğlu – Ex primer ministro
- Cem Yılmaz – actor y comediante
- Karl von Terzaghi – Ingeniero civil
- Engin Arık – Profesor de física
- Lale Aytaman - Primera gobernadora de Turquía